# Assilina
Assilina es un género de foraminífero bentónico de la Familia Nummulitidae, de la Superfamilia Nummulitoidea, del Suborden Rotaliina y del Orden Rotaliida. Su especie-tipo es Assilina depressa. Su rango cronoestratigráfico abarca desde el Selandiense (Paleoceno medio) hasta el Luteciense (Eoceno medio).

## Clasificación
Se han descrito numerosas especies de Assilina. Entre las especies más interesantes o más conocidas destacan:
- Assilina ammonea †
- Assilina depressa †
- Assilina discoidalis †

Un listado completo de las especies descritas en el género Assilina puede verse en el siguiente anexo.